# Lai de Tydorel
El lai de Tydorel és un lai medieval que explica la història d'un cavaller-fado (fada) que encanta els sentits de la reina de Bretanya que no té fills. Li diu que si ella el rebutja mai més no sabrà què és la felicitat. Aleshores li prova que és un ésser sobrenaturals muntant un cavall pel fons d'un llac i sortint a l'altra banda. Torna al verger diverses vegades a visitar la reina en secret i del vincle neixen dos fills; una filla que és l'avantpassada dels comtes de Bretanya Alain i Conan, i el fill, Tydorel, que pateix insomni crònic: projecció de la culpa de la mare per haver acceptat l'adulteri.
"Senyor, només et puc dir el que vaig sentir un dia: el que mai dorm no neix d'un home." Relats breus fantàstics i cavallerescos de la cort de Bretanya, lai de Tydorel, edició Paleo.
L'investigador Goulven Péron va identificar Tydorel amb el personatge històric Conan II, comte de Bretanya que va morir el 1066. Segons aquest mateix investigador, Tydorel podria haver inspirat el personatge de Lancelot du Lac.